# Villanos (serie de televisión)
Villanos es una serie de televisión animada mexicana producida por Animated Imagination Studios para Cartoon Network Latinoamérica, siendo distribuida por este último y HBO Max, creada por el animador mexicano Alan Ituriel. Está basada en una serie web creada previamente. Fue inicialmente elegida por Cartoon Network como una miniserie de diez episodios de un minuto para la aplicación de Cartoon Network Anything (más episodios, junto con una serie de especiales, empezaron a ser liberados más tarde). Debido al éxito de la serie web en Youtube, se ordenó un piloto y, actualmente, ya cuenta con una serie de televisión de seis episodios.
La serie trata sobre un equipo conocido como los "Villanos", conformado por 4 integrantes, que son los protagonistas: Dr. Flug, el científico loco; Demencia, una chica mitad-lagarto, con superfuerza y resistencia; un oso azul llamado 5.0.5, un neurótico y adorable experimento genético que fracasó; y Black Hat, un vulgar y elegante demonio narcisista, con el objetivo de hacer el mundo más vil y sin héroes, el más poderoso de los 4 y su jefe. Estos pertenecen a la malvada corporación que ofrece productos y servicio de villanos llamada «Black Hat Organization», donde el jefe es el ya mencionado en el nombre. Cada episodio relata las aventuras de los primeros 3 protagonistas, donde son enviados a cumplir misiones que le son encargadas a la compañía y Black Hat se las encarga a ellos.
El concepto de «Villanos» fue lanzado por Alan Ituriel en un concurso, hecho en el Festival Pixelatl en Cuernavaca, llamado IdeaToon Cumbre, en 2014. Conoció a algunos ejecutivos de Cartoon Network allí y el concepto fue juzgado para encajar en el grupo demográfico de 6-11 años de edad, para el contenido original de CN Anything. Villanos ha generado opiniones muy positivas en las plataformas en línea de Cartoon Network, lo que  ha llevado a CN a continuar su propia competición de «Pitch me» en 2017, con el objetivo de encontrar más webseries originales. Villanos es el primero de, lo que CN espera que sean, muchos proyectos de cortos para su aplicación y canal de Youtube.
En mayo de 2017, se lanzaron los primeros diez cortos. Entre diciembre de 2017 y octubre de 2018 se estrenaron otros 8 cortos en el canal de Cartoon Network Latinoamérica. Entre el 4 de noviembre de 2017 y el 9 de febrero de 2019 lanzaron la sección de, al menos, 11 minutos de duración de «Vídeos de orientación para Villanos», donde los protagonistas criticaban el actuar de los villanos de otras series de Cartoon Network, donde, en su mayoría, estos los calificaban de «mediocres» a «incompetentes», ya que siempre perdían ante los héroes y buenos de sus respectivas series, además de que presumían que fueron entrenados por ellos y usaban tecnología que les daba Black Hat Organization. El piloto de la serie, llamado «El Atroz Amanecer», se estrenó el 1 de junio de 2019. En julio de 2020, el creador de la serie confirmó que estaban trabajando en la primera temporada de la serie.
El 11 de octubre de 2021, se reveló que la serie se estrenaría en HBO Max Latinoamérica y Cartoon Network México, y se estrenó en ambas plataformas el 29 de octubre de 2021. El 29 de octubre de 2021, se estrenó la serie en la plataforma de HBO Max Latinoamérica en español mexicano y portugués brasileño. Esta se posicionó el 1 de noviembre de 2021 como el programa más visto de la plataforma HBO Max.

## Historia